# Rein Rannap
Rein Rannap (Tallinn, 6 d'octubre de 1953) és un compositor i pianista estonià. Rannap ha estat actiu en la gestió i composició a Ruja, Noor-Eesti i Hõim.

## Carrera com a pianista
Rannap va fer el primer concert en solitari el 1968. Des d'aleshores, ha fet concerts de piano a moltes regions de la (antiga) Unió Soviètica, a diversos països europeus, així com a Austràlia i els Estats Units. El 1997 i el 1999 va recórrer Estònia amb el programa Klaver tuleb külla (en estonià El piano et ve a visitar), transportant el seu piano a diverses esglésies d'Estònia per a les actuacions.

## Peces de piano i cicles
"Pistes ingènues i innocents" (1980–1982) "Concert per a piano" (1984) "Cruise Control" (1991) "Piano de sis paquets" (1997) "Laulud klaveril" (2010) "Sõrmepalavik" (2011) 

## Discografia
- "Varajased Laulud" (2002)
- "Tantsib klaveril" (2004)
- "Läbi jäätunud Klaasi" (2006)
- "Klaver Tuleb Külla 10 - paladí paladí" (2007)
- "KlaveriKuld" (2009)
- "Ilus maa" (2009)
- "Hingelinnud" (2011)

## Miscel·lània
El 2007, Rannap va ser escollit com un dels tres membres del jurat d'Eesti otsib superstaari, un remake estonià del format Pop Idol britànic.